# Merinda Park (metropolitana di Melbourne)
La stazione di Merinda Park si trova nella linea Cranbourne, a Melbourne, in Australia. Serve il sobborgo di Cranbourne North, ed è stata inaugurata il 24 marzo 1995.
La stazione aprì a causa dell'elettrificazione della linea Cranbourne.

## Piattaforme e servizi
La stazione ha solo una piattaforma funzionante, gestita da Metro Trains.

### Piattaforma 1
Non usata.

### Piattaforma 2
Usata per la linea Cranbourne